# 湘南單軌電車

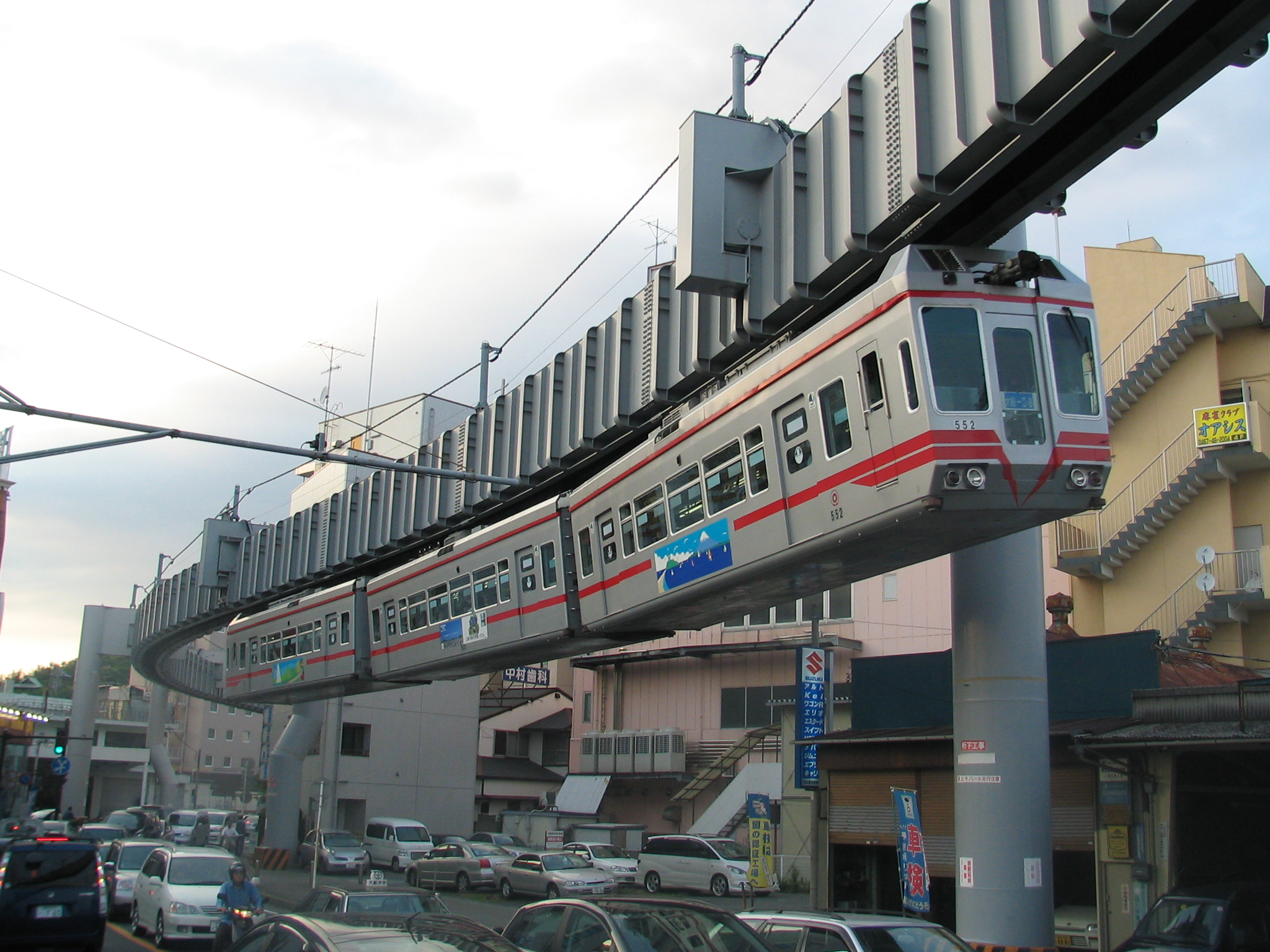
湘南單軌電車500型，攝於大船與富士見町之間

湘南單軌電車股份有限公司（日语：／ Shōnan Monorēru */?），簡稱湘南單軌電車，是日本神奈川縣境內一家單軌電車（Monorail）運輸系統的經營業者。1966年創立，總公司設於神奈川縣鎌倉市。

## 簡介
湘南單軌電車是以三菱重工為主的三菱集團在1970年代為了引進懸掛式單軌電車硬體設備到日本國內，而特別設置的關係企業，因此光三菱集團所擁有的股份就超過九成以上，歷代社長也多是由該集團指派。在該公司所有主要持股個體中，僅有京濱急行電鐵（京急）原本就是鐵路業者，該公司除了也負責湘南單軌電車相關的車輛維護工程外，湘南單軌電車所屬的電車路線——江之島線——部分路段是設置在該公司所擁有的汽車專用道路京濱急行線（現為一般道路）正上方，也是京急參與湘南單軌電車投資的主要原因之一。
湘南單軌電車初設時，負責指揮技術部門運作的第一代技術長三木忠直，同時也是催生新幹線0系的知名日本鐵路車輛技術專家。
除了電車路線的營運外，湘南單軌電車也擁有不動產事業部門以經營路線沿線的住宅地開發。除此之外該公司也曾在1975年時，曾有建設仙台市營單軌電車南西線的構想，並已實際著手仙台市太白區茂庭台地區的不動產開發。但建設計畫後來並沒有實際進行，而該公司的不動產事業也逐漸減縮。
三菱集團3社於2015年5月向經營共創基盤旗下的道程控股（日语：みちのりホールディングス）進行持股轉讓簽約（三菱重工55.2%、三菱商事18.4%、三菱電機18.4%），成為最大股東的道程控股表示今後將以設施無障礙化及增加客源的方針經營。
2018年9月，與德國的烏帕塔爾懸空纜車締結為姊妹合作公司。

## 路線列表
| 路線記號 | 中文線名 | 日文線名 | 起點         | 終點               | 距離（公里） |
| -------- | -------- | -------- | ------------ | ------------------ | ------------ |
| SMR      | 江之島線 |          | 大船（SMR1） | 湘南江之島（SMR8） | 6.6          |

## 外部連結
- 湘南モノレール （页面存档备份，存于）
- 湘南モノレール労働組合 （页面存档备份，存于）
- 湘南モノレール全線開通までの全記録 （页面存档备份，存于） - 湘南モノレールを異次元に楽しむWEBマガジン　ソラdeブラーン 著者：森川天喜
- 湘南單軌電車的X（前Twitter）
- 湘南單軌電車的Facebook專頁
- 湘南單軌電車的Instagram帳戶
- YouTube上的湘南單軌電車頻道